# Baket III.

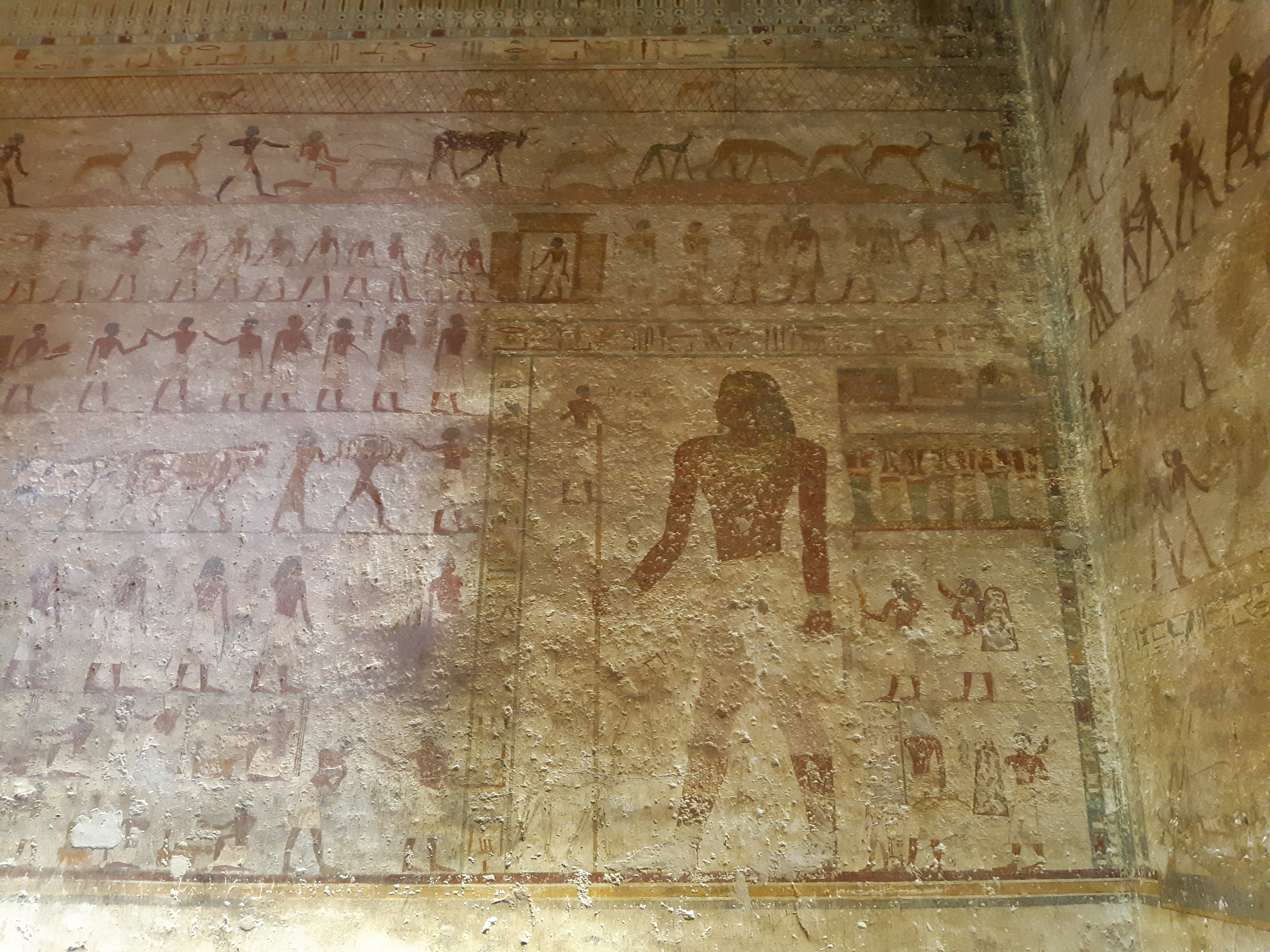
Baket III. in seinem Grab

Baket (III.) war ein lokaler Fürst im Alten Ägypten zur Zeit der 11. Dynastie. Sein Haupttitel war Großes Oberhaupt des Säbelantilopengaues. Er war damit Gaufürst in dieser Provinz. Baket ist vor allem von seinem Grab in Beni Hasan (Nr. 15) bekannt. Es handelt sich um ein Felsengrab mit einer ausgemalten, in den Fels gehauenen Kultkapelle. Hier ist Baket mit seiner Familie dargestellt. Sein Vater hieß Ramuschenti und war sein Vorgänger im Amt. Seine Mutter hieß Heteperaui.